# 景承芳
景承芳（1524年—？），字克濟，號西滸，陝西寧羌衛軍籍醴泉縣（今禮泉縣）人，明朝政治人物。

## 生平
初姓王。嘉靖三十四年（1555年）乙卯科陝西鄉試第三十七名舉人，嘉靖四十一年（1562年）壬戌科會試第一百六十名，第三甲第一百三十八名進士。歷官東昌府知府，萬曆五年（1577年）八月升四川按察司副使，因處置失宜，导致四川傀厦番夷肆劫，七年六月調用，官山西按察司副使。

## 家族
曾祖王讓；祖父王洪；父王義，母孫氏。慈侍下。弟惟賓。